# Taula dels set pecats capitals
La Taula dels set pecats capitals és un quadre de Hieronymus Bosch el Bosch o, potser, d'un seguidor del mestre. És un oli sobre taula, quina funció i primer destinatari són desconeguts. En fer-se servir com a suport fusta de pollancre, resulta més lleugera que l'habitual fusta de roure, i no ha estat possible datar la seva antiguitat per dendrocronologia. Com amb d'altres obres de l'entorn del Bosch, la data de la seva creació és discutida, encara que vestits i altres detalls com el dibuix subjacent, proper al de  El carro de fenc, apunten als últims anys de vida del pintor. La signatura, «Jheronimus bosch» és presumiblement autèntica. Mesura 119,5 cm d'alt i 139,8 cm d'ample i s'exhibeix al Museu del Prado de Madrid, com a dipòsit de Patrimoni Nacional.

## Història
La Taula va ser adquirida pel monarca Felip II de Castella abans de 1560, i dipositada en el monestir d'El Escorial amb el primer lliurament d'obres artístiques el 1574. Es va traslladar al museu del Prado durant la Guerra Civil espanyola per part de la Junta Delegada de Confiscació, Protecció i Salvament del Tresor Artístic de Madrid. Felipe de Guevara va descriure la Taula amb molts elogis en els seus Comentarios de la pintura (vers el 1560). Guevara es referia a ella en un passatge polèmic en el qual, tractant «les coses de Bosch» i dirigint-se al monarca propietari de la Taula, parlava també d'un imitador de l'obra del Bosch, tan devot del mestre que signava les seves obres amb el seu nom, interpretant els qui neguen que el Bosch fos l'autor de la taula, que ja Guevara atribuïa la Taula al deixeble, encara que a L'Escorial sempre va ser atribuïda al propi el Bosch.
Els estudis tècnics realitzats en el museu del Prado amb motiu del cinquè centenari de la mort del pintor, completant els estudis tècnics realitzats en 1987 i 2001 per Carmen Garrido i Roger Van Schoute, atribueixen l'autoria a el Bosch.

## Anàlisi de l'obra

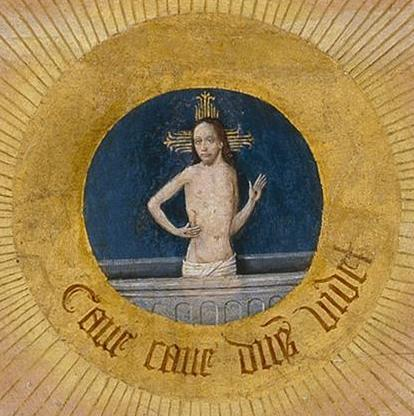
Detall central

Al centre del quadre es veu una imatge tradicional de Crist sortint de la seva tomba. Es diu que representa l'ull de Déu, i la imatge de Crist és la seva pupil·la. Sota aquesta imatge hi ha una inscripció en llatí: CAVI CAVI D[omi]N[o]S VIDET ("Cura, cura, Déu ho veu"). És una referència a la idea que Déu ho veu tot, fins als comportaments que s'amaguen als ulls de les persones.
Al voltant, hi ha un cercle més gran dividit en set parts, mostrant cadascuna d'elles un dels set pecats capitals, que poden ser identificats per les seves inscripcions en llatí: Ira (ira), Supèrbia (superbia), Luxúria (luxuria), Peresa (acedia), Gola (gula), Avarícia (avaricia) i Enveja (invidia). Es col·loquen en forma circular, fet bastant estrany en la pintura medieval; això s'explica perquè l'obra no es va pensar per penjar-la de la paret sinó com un tauler de taula, per la qual cosa per veure les seves representacions cal caminar al seu voltant. El pintor va representar els diferents pecats capitals en escenes de la vida quotidiana del Flandes de la seva època, tant amb paisatges d'interior com d'exterior, urbans i rústics.
| Luxúria              | En el camp està plantada una tenda de color vermell intens, en la qual dues parelles d'enamorats celebren un menjar campestre. A un costat, dos joglars o bufons. En primer pla, instruments musicals. |
| Gola                 | És una escena d'interior amb quatre personatges. A la taula del banquet hi ha un home gras menjant. A la dreta, dempeus, un altre que beu ansiosament, directament de la gerra, la qual cosa provoca que el líquid caigui de les comissures dels llavis. A l'esquerra, una dona presenta una nova vianda en una safata. Apareix un nen obès, simbolitzant el mal exemple que es dona a la infància, que reclama l'atenció del seu pare. En primer pla, una salsitxa es rosteix al foc. |
| Avarícia             | Es representa un judici en el qual el jutge, lluny d'impartir justícia, accepta un suborn d'una de les parts o fins i tot de les dues parts en litigi. |
| Peresa               | Un eclesiàstic dorm davant la xemeneia en un acollidor interior, mentre que una dona (la Fe), intenta despertar-lo perquè compleixi amb els seus deures d'oració. |
| Ira                  | Es representa amb dos camperols borratxos barallant-se a la porta d'una posada, amb gerres de beguda i un d'ells és detingut per una dona, mentre l'altre té un banc en el cap. El fons és un paisatge típicament campestre. |
| Enveja               | Apareixen una parella d'enamorats (un burgès intenta seduir a la dona d'un altre), dos senyors (un mercader que mira a un jove noble que porta un falcó en el puny) i al carrer, dos gossos amb un os. |
| Supèrbia (o vanitat) | Una dona en un interior amb petits objectes d'ús quotidià. Es mira en un mirall que hi ha en un armari, sostingut per un dimoni; a un costat, es veu una altra estada amb figures. |

En cadascuna de les cantonades, hi ha quatre petits cercles que representen les acaballes, és a dir, «La mort», «El judici final», «L'infern», i «La gloria». Aquestes darreres etapes humanes estan representades segons la iconografia tradicional en la pintura medieval. De totes elles, la que més crida l'atenció és la de l'Infern, a l'angle inferior esquerre: en tenebrosos tons vermells torna al tema dels set pecats capitals, representant set diferents formes en què els dimonis torturen els condemnats per incórrer en cadascun dels pecats capitals. Aquí es veu un to típic del Bosch, sent una representació, en menor grandària, dels altres inferns que es poden veure, entre d'altres, als finestrons drets a El judici final, El carro de fenc i El jardí de les delícies. La mort ve representada a través d'una imatge prototípica de l'Ars moriendi: pel jaç d'un moribund amb el cap embenat, al que envolten un metge, tres religiosos, una monja, un àngel i la mort; en una altra estada es veu als familiars. El judici es representa a la manera de medieval, amb Déu entre àngels i els morts sortint de les seves tombes. La Glòria té forma d'un palau en el qual està Déu amb àngels. Es representa també a l'arcàngel Miquel i a Sant Pere.

## Detalls
Els set pecats capitals

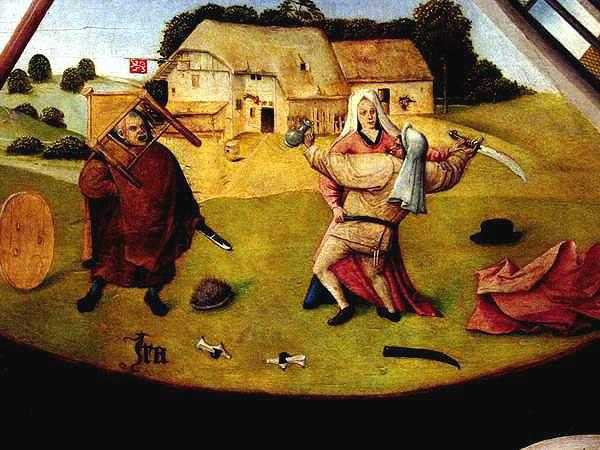
Ira
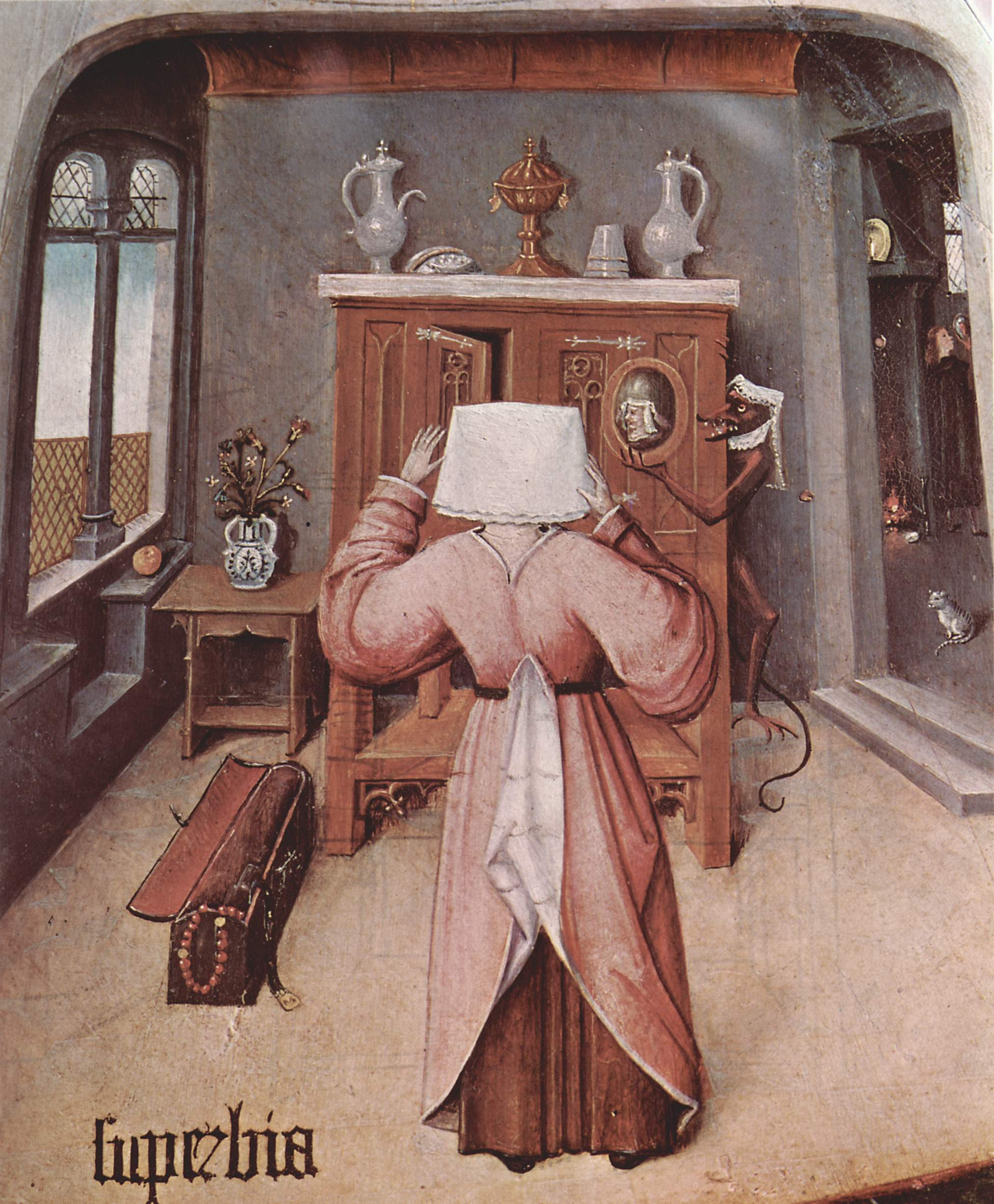
Supèrbia
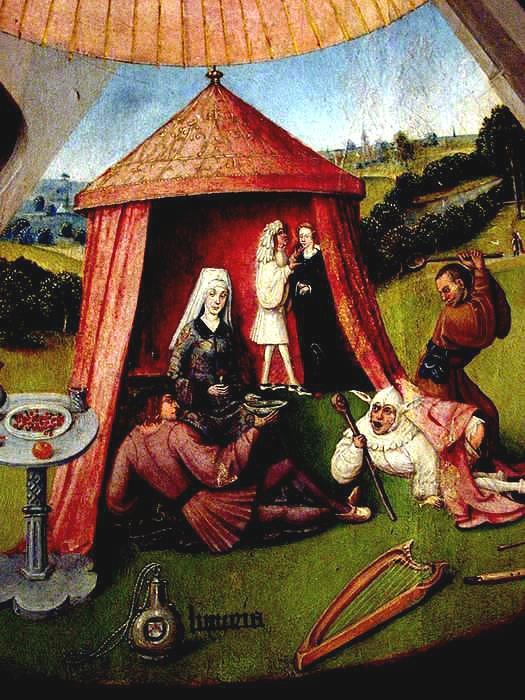
Luxúria
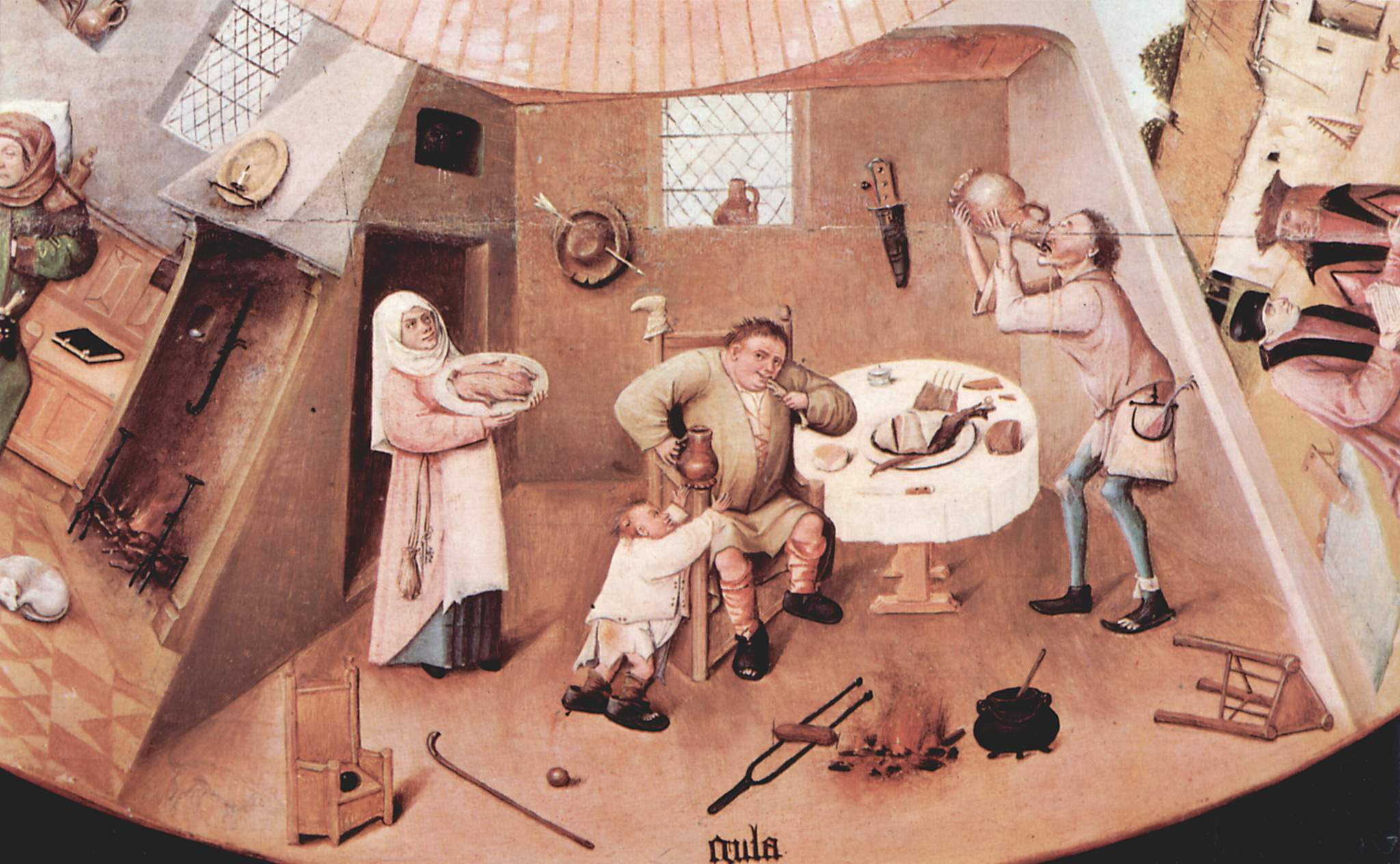
Gola
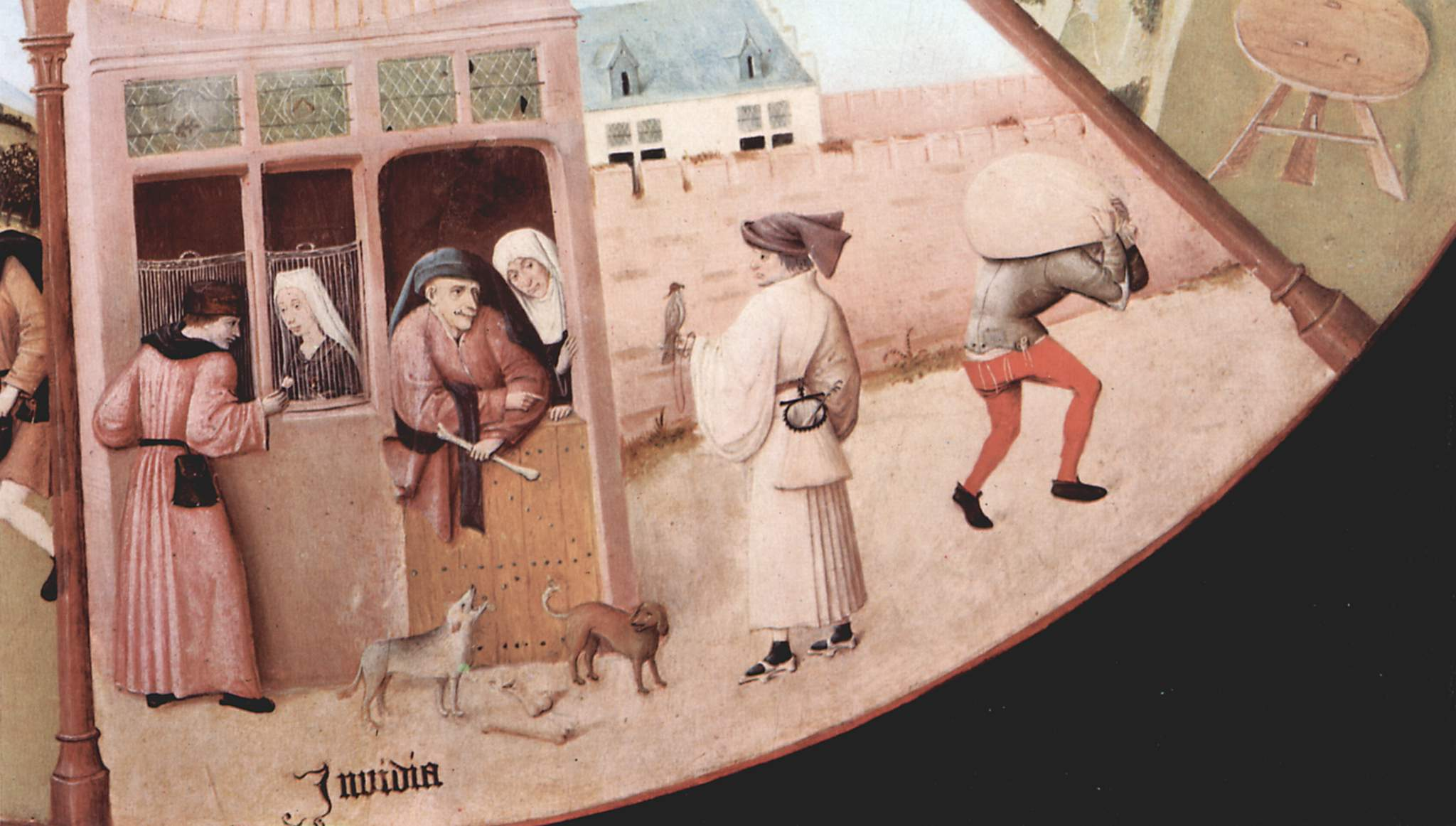
Enveja
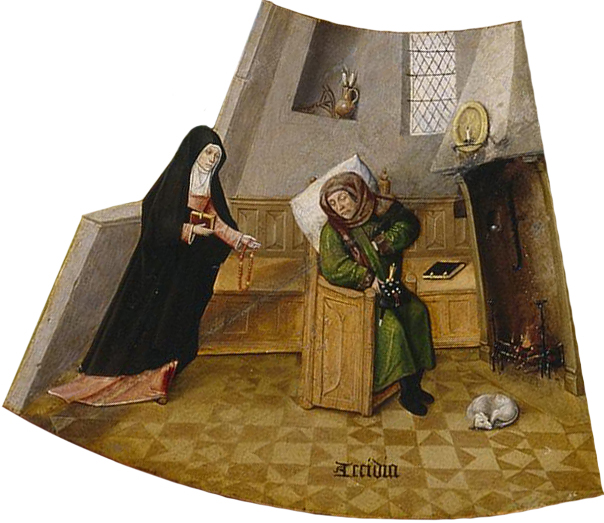
Peresa
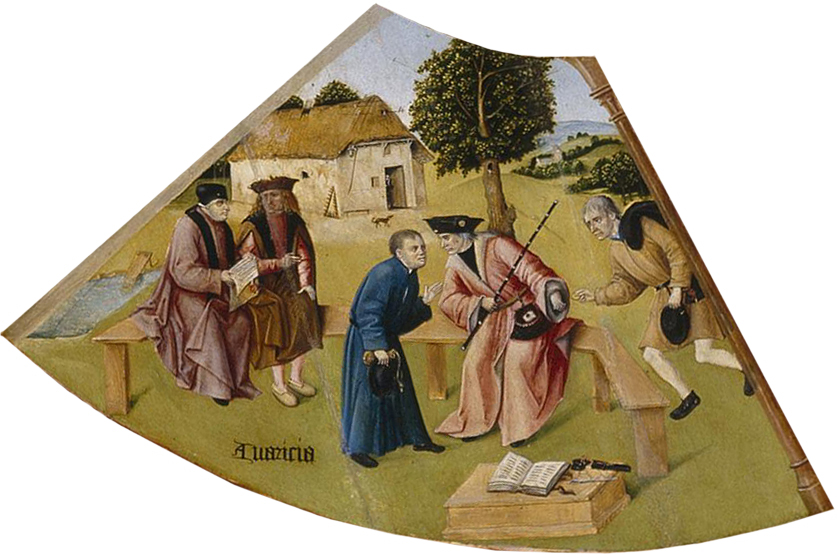
Avarícia

Darreres etapes humanes

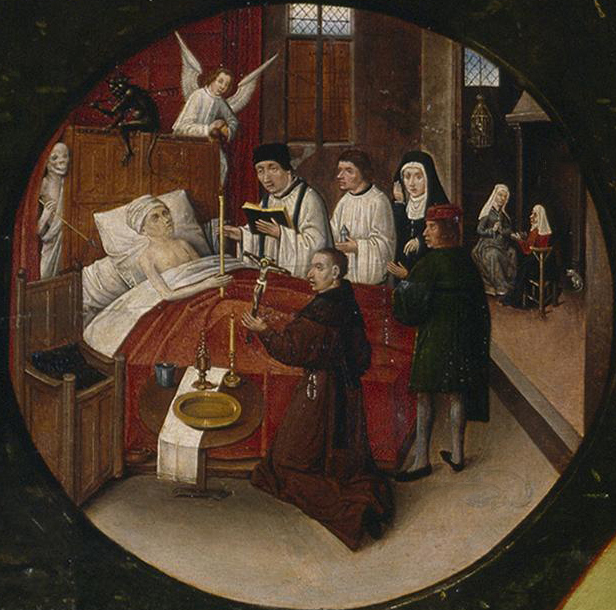
La mort
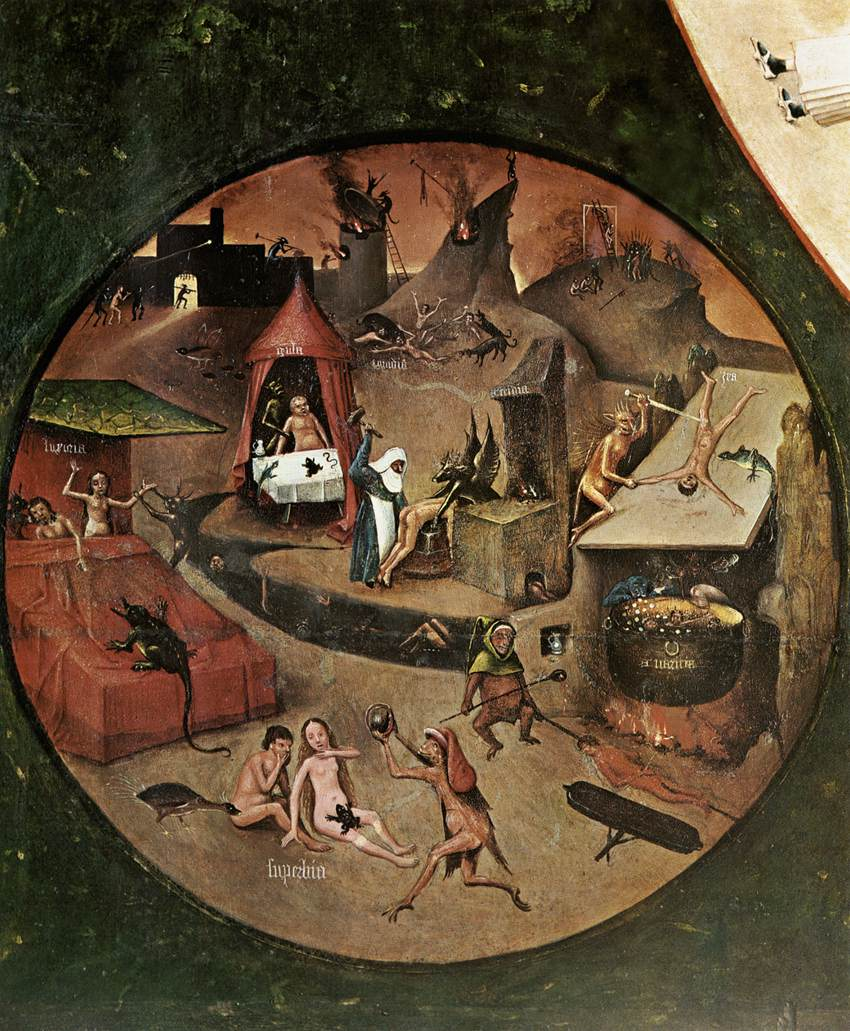
L'infern
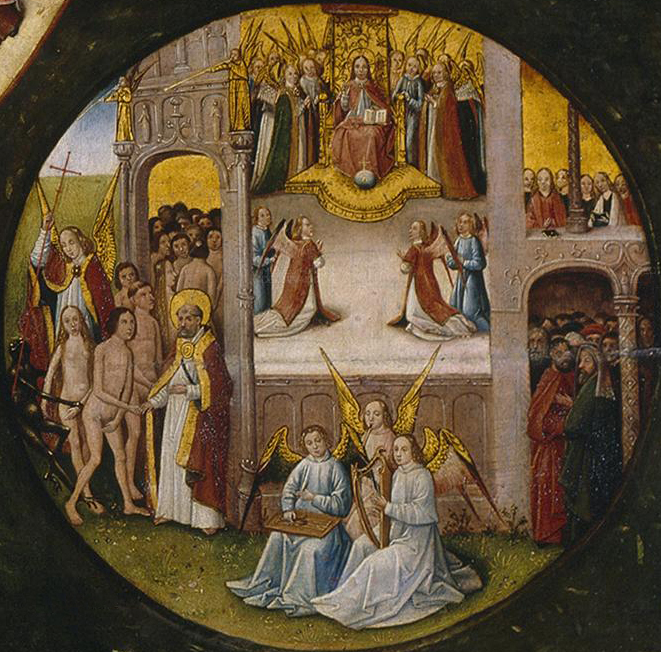
La glòria (o cel)
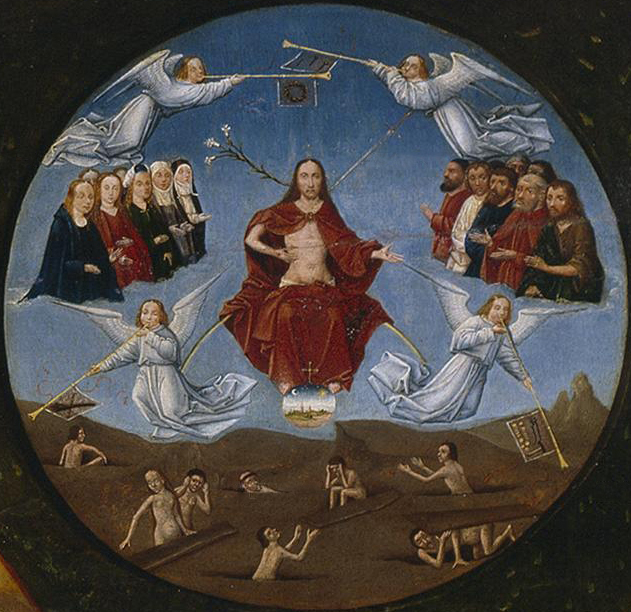
El judici final